# Kenton megye
Kenton megye az Amerikai Egyesült Államokban, azon belül Kentucky államban található. Megyeszékhelye Covington és Independence. Lakosainak száma 169 064 fő (2020. április 1.). Kenton megye Hamilton, Campbell, Pendleton, Grant és Boone megyékkel határos.

## Népesség
A megye népességének változása:
| Lakosok száma | 159 846 | 160 407 | 161 502 | 163 145 | 165 012 | 169 064 |
|               | 2010    | 2011    | 2012    | 2013    | 2015    | 2020    |